# Aonidiella gracilis
Aonidiella gracilis är en insektsart som först beskrevs av Alfred Serge Balachowsky 1929.  Aonidiella gracilis ingår i släktet Aonidiella och familjen pansarsköldlöss. Inga underarter finns listade i Catalogue of Life.